# 핫토정
핫토정(郡家町)은 돗토리현에 존재했던 정이며 야즈군에 속했다.
2005년 3월 31일에 합병으로 야즈정이 되었다.

## 역사
- 1959년 5월 15일 - 2개의 촌이 합병해 성립하였다.
- 2005년 3월 31일 - 고게정, 후니오카정이 합병해 야즈정이 성립하였다. 동일 핫토정은 폐지되었다.

## 교통

### 철도
- 와카사 철도 와카사 선

### 도로
- 국도 29호선
- 국도 482호선